# Jules Talon
Pour les articles homonymes, voir Talon.
Jules Talon, né le 8 juillet 1810 à Valenciennes, dans le département du Nord, mort le 5 décembre 1884 à Marseille, est brièvement militaire, puis  agriculteur, avant d'être un homme politique français. Il est notamment député des Ardennes durant la seconde République.

## Biographie
Fils d'Alexandre Louis Désiré Talon, juge de paix, il fait ses études au Lycée royal de Douai et entre à Polytechnique en 1829. Il est admis en 1831 dans le service de l'artillerie puis donne sa démission en 1836 pour se consacrer à l'agriculture. Il est installé à Séchault dans les Ardennes.
Survient la Révolution française de 1848. Il se porte candidat aux élections législatives et est élu député des Ardennes en avril 1848. Il vote avec la Droite et participe aux travaux du comité de l'agriculture. Il est réélu en 1849. Puis il quitte la vie politique après le coup d’État du 2 décembre 1851. Il s'occupe de diverses entreprises  et devient notamment directeur de la Compagnie des Messageries maritimes à Marseille.

## Détail des mandats comme député des Ardennes
- 23/04/1848 - 26/05/1849 : Ardennes - Droite
- 13/05/1849 - 02/12/1851 : Ardennes - Droite

### Sources et bibliographie
- Octave Guelliot, Dictionnaire historique de l'arrondissement de Vouziers, t. IX, Charleville-Mézières, Éditions Terres Ardennaises, 2006, 138 p. (ISBN 2-905339-70-5), « Jules Talon », p. 9.
- Biographie des neuf cents députés à l'Assemblée nationale, sous la direction de C. M. Lesaulnier, Paris : aux bureaux de la rédaction & chez Mme Veuve Louis Janet, 19 juin 1848, pp. 29-30

### Sources sur le web
- Ressource relative à la vie publique :   - Base Sycomore
- Notices d'autorité :   - VIAF
  - ISNI
  - BnF (données)